# Síndrome de Caplan
A síndrome de Caplan é uma combinação de artrite reumatóide e pneumoconiose que se manifesta como nódulos intrapulmonares, que aparecem de modo homogêneo e bem definidos na radiografia de tórax. A síndrome foi nomeado após o Dr. Caplan, um médico de Cardiff, num artigo publicado por ele em 1953. Seguiu este com artigos para o aprofundamento do estudo da doença.